# Национальный университет Малайзии
Национальный университет Малайзии (малайск. Universiti Kebangsaan Malaysia ; англ. The National University of Malaysia)
— один из важнейших государственных малайзийских университетов. Входит в число шести исследовательских университетов страны.

## История создания
Создан в 1970 г. в Куала-Лумпуре, с 1977 г. находится в г. Банги, штат Селангор (официальное открытие нового кампуса состоялось в 1980 г.). Первый университет в стране, в котором преподавание стало вестись полностью на национальном (малайском) языке.

## Структура университета
13 факультетов, в том числе три изначальных (гуманитарных и общественных наук, науки и технологии, исламских исследований), юридический, медицинский, наук здравоохранения, стоматологический, экономики и менеджмента, педагогический, инженерный и строительный, ИТ, фармацевтический, школа бизнеса.
23 центра, в том числе Исламский центр, Медицинский центр в Черасе с филиалом в Куала-Лумпуре, Центр повышения квалификации, Центр по делам студентов и выпускников, Центр информационной технологии, Спортивный центр, библиотека (с 1980 г. носит имя Тун Сри Лананга) с более 2 млн единиц хранения и др.
13 институтов: Институт топливных элементов (SELFUEL), Институт окружающей среды и развития (LESTARI), Институт малайзийских и международных исследований (IКМАS), Институт этнических исследований (KITA), Институт Микроинженерии и Наноэлектроники (IMEN), Институт изменения климата (IPI), Институт системной биологии (INBIOSIS), Институт Малайского Мира и Цивилизации (АТМА), Институт визуальной информатики (IVI), Институт Ислама Хадхари (HADHARI), Медицинский институт молекулярной биологии (UMBI), Научно-исследовательский институт солнечной энергии (SERI), Институт слуха, слуха и речи (I-HEARS).
12 жилых колледжей (общежитий).
Филиал в штате Сабах.

## Студенты и преподаватели
В 2020 было 2670 преподавателей (170 иностранных), обучалось более 17,6 тыс. человек, в том числе 2810 иностранных студентов из 35 стран (28 % — в магистратуре и аспирантуре). С 1971 по 2017 гг. университет подготовил 185 846 выпускников; 147 228 бакалавров, 33 789 магистров и 4829 докторов философии..

## Рейтинг
В мировом рейтинге QS World University Ranking в 2020 году занял 160 место (в 2014 г. был 259), среди университетов в Азии — 39 место.

## Президенты (канцлеры) университета
- Абдул Разак бин Хусейн (1970—1976)
- Туанку Джафар Ибни аль-Мархум Ямтуан Абдул Рахман (1976—2008)
- Мухриз (султан Негери-Сембилана) (2008-)

## Ректоры университета
- Рашдан Баба (1970—1971)
- Ариффин Нгах Марзуки (1971—1974)
- Мохд. Газали Абдул Рахман (1974—1975)
- Ануар Махмуд (1975—1980)
- Аванг Хад Саллех (1980—1984)
- Абдул Хамид Абдул Рахман (1984—1993)
- Мохд. Шам Мохд. Сани (1993—1998)
- Ануар Али (1998—2003)
- Мохд. Саллех Мохд. Ясин (2003—2006)
- Шарифа Хапса Хасан Шахабуддин (2006—2014)
- Нур Азиан Газали (2014—2018)
- Мохд. Хамди Абдул Щукор (2019-)

## Именитые выпускники
- Аванг Сариян — языковед
- Шейх Музафар Шукор — космонавт